# Purple code
Il purple code era un sistema crittografico giapponese utilizzato dal Ministero degli Esteri di quel paese tra gli anni trenta e la prima metà degli anni quaranta per la cifratura dei messaggi scambiati fra il Ministero e le ambasciate giapponesi nel mondo.

## Il nuovo sistema

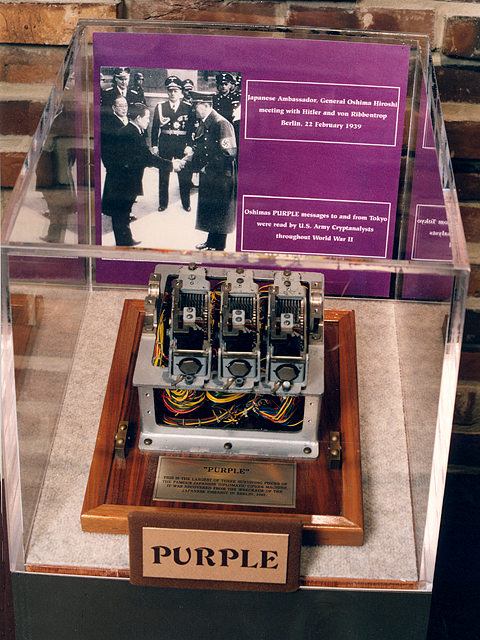
La macchina cifrante giapponese PURPLE

Intorno al 1930 i giapponesi idearono una nuova macchina cifrante. Questa presentava delle novità significative rispetto alle altre macchine allora in uso: primo tra tutti, il fatto che anziché usare solo i classici rotori come nella macchina tedesca Enigma, si usavano switch di tipo telefonico, in modo da rendere meno prevedibile la rotazione dei rotori. La macchina, conosciuta con il nome di Purple,  divideva inoltre l'alfabeto di 26 caratteri in due gruppi distinti: uno di venti lettere e l'altro di sei. Prima di sottoporre il messaggio alla cifratura meccanica tuttavia, il testo in lingua giapponese veniva convertito dai crittografi in caratteri latini. Dopo la criptatura con Purple, il messaggio poteva essere trasmesso via radio.
I giapponesi erano convinti che la macchina fosse inattaccabile, ma non fu così. Il SIS (Signal Intelligence Service), il servizio di decrittazione dell'esercito statunitense, guidato dal colonnello William Friedman, crittologo egli stesso, riuscì a decrittare per la prima volta un messaggio criptato da Purple nel settembre del 1940, dopo aver ideato e realizzato un'apposita macchina, Magic, che permetteva di simulare sistematicamente le operazioni inverse della Purple.